# Pjesma Eurovizije 1985.
Pjesma Eurovizije 1985. je bila 30. Eurovizija, koja je održana 4. svibnja 1985. u švedskom Göteborgu. Voditeljica je bila Lill Lindfors, a norveški duo Bobbysocks je pobjednik ove Eurovizije s pjesmom "La Det Swinge".
Bobbysocks je donio Norveškoj prvu pobjedu na Eurosongu. Članicama skupine Hanne Krogh i Elisabeth Andreassen nakon pobjede je voditeljica Lindfors čestitala rekavši: "Mi smo svi tako sretni zbog vas, vaše zemlje, jer je bila na posljednjem mjestu toliko puta, vi to zaslužujete!"
Jugoslavija nije sudjelovala na tom natjecanju iz razloga što je datum održavanja te godine padao točno na petu godišnjicu smrti Josipa Broza Tita iako je već bila odabrana pjesma i izvođač - Zorica Kondža i pjesma "Pokora".

## Rezultati
| Broj | Zemlja                 | Jezik       | Pjevač                                                                     | Pjesma                                | Pozicija | Bodovi |
| ---- | ---------------------- | ----------- | -------------------------------------------------------------------------- | ------------------------------------- | -------- | ------ |
| 1    | Irska                  | engleski    | Maria Christian                                                            | "Wait Until the Weekend Comes"        | 6        | 91     |
| 2    | Finska                 | finski      | Sonja Lumme                                                                | "Eläköön elämä"                       | 9        | 58     |
| 3    | Cipar                  | grčki       | Lia Vissi                                                                  | "To katalava arga" (Το κατάλαβα αργά) | 16       | 15     |
| 4    | Danska                 | danski      | Hot Eyes                                                                   | "Sku' du spørg' fra no'en?"           | 11       | 41     |
| 5    | Španjolska             | španjolski  | Paloma San Basilio                                                         | "La fiesta terminó"                   | 14       | 36     |
| 6    | Francuska              | francuski   | Roger Bens                                                                 | "Femme dans ses rêves aussi"          | 10       | 56     |
| 7    | Turska                 | turski      | MFO                                                                        | "Didai didai dai"                     | 14       | 36     |
| 8    | Belgija                | nizozemski  | Linda Lepomme                                                              | "Laat me nu gaan"                     | 19       | 7      |
| 9    | Portugal               | portugalski | Adelaide                                                                   | "Penso em ti, eu sei"                 | 18       | 9      |
| 10   | Njemačka               | njemački    | Wind                                                                       | "Für alle"                            | 2        | 105    |
| 11   | Izrael                 | hebrejski   | Izhar Cohen                                                                | "Olé, Olé"                            | 5        | 93     |
| 12   | Italija                | talijanski  | Al Bano & Romina Power                                                     | "Magic Oh Magic"                      | 7        | 78     |
| 13   | Norveška               | norveški    | Bobbysocks                                                                 | "La det swinge"                       | 1        | 123    |
| 14   | Ujedinjeno Kraljevstvo | engleski    | Vikki                                                                      | "Love Is …"                           | 4        | 100    |
| 15   | Švicarska              | njemački    | Mariella Farre & Pino Gasparini                                            | "Piano, Piano"                        | 12       | 39     |
| 16   | Švedska                | švedski     | Kikki Danielsson                                                           | "Bra vibrationer"                     | 3        | 103    |
| 17   | Austrija               | njemački    | Gary Lux                                                                   | "Kinder dieser Welt"                  | 8        | 60     |
| 18   | Luksemburg             | francuski   | Margo, Franck Olivier, Diane Solomon, Ireen Sheer, Chris & Malcolm Roberts | "Children, Kinder, Enfants"           | 13       | 37     |
| 19   | Grčka                  | grčki       | Takis Biniaris                                                             | "Miazoume" (Μοιάζουμε)                | 16       | 15     |

| Pjesma Eurovizije | Pjesma Eurovizije |
| --- | ----------------- |
| |                   |
| 01956. • 1957. • 1958. • 1959. • 1960. 1961. • 1962. • 1963. • 1964. • 1965. • 1966. • 1967. • 1968. • 1969. • 1970. 1971. • 1972. • 1973. • 1974. • 1975. • 1976. • 1977. • 1978. • 1979. • 1980. 1981. • 1982. • 1983. • 1984. • 1985. • 1986. • 1987. • 1988. • 1989. • 1990. 1991. • 1992. • 1993. • 1994. • 1995. • 1996. • 1997. • 1998. • 1999. • 2000. 2001. • 2002. • 2003. • 2004. • 2005. • 2006. • 2007. • 2008. • 2009. • 2010. 2011. • 2012. • 2013. • 2014. • 2015. • 2016. • 2017. • 2018. • 2019. • 2020. 2021. • 2022. • 2023. • 2024. • 2025. |                   |

| Pjesma Eurovizije | Pjesma Eurovizije |
| --- | ----------------- |
| |                   |
| 01956. • 1957. • 1958. • 1959. • 1960. 1961. • 1962. • 1963. • 1964. • 1965. • 1966. • 1967. • 1968. • 1969. • 1970. 1971. • 1972. • 1973. • 1974. • 1975. • 1976. • 1977. • 1978. • 1979. • 1980. 1981. • 1982. • 1983. • 1984. • 1985. • 1986. • 1987. • 1988. • 1989. • 1990. 1991. • 1992. • 1993. • 1994. • 1995. • 1996. • 1997. • 1998. • 1999. • 2000. 2001. • 2002. • 2003. • 2004. • 2005. • 2006. • 2007. • 2008. • 2009. • 2010. 2011. • 2012. • 2013. • 2014. • 2015. • 2016. • 2017. • 2018. • 2019. • 2020. 2021. • 2022. • 2023. • 2024. • 2025. |                   |